# Wolfgang Christoph von Pappenheim
Wolfgang Christoph von Pappenheim (* 4. November 1567; † 22. August 1635) war ein Marschall aus dem Adelsgeschlecht der Pappenheimer in Bayern. In der Zeit von 1612 bis 1619 sowie 1621 übte er das Seniorat des Hauses Pappenheim aus.

## Leben
Wolfgang Christoph war der Sohn des Wolfgang II. von Pappenheim († 1585) und seiner Frau Magdalena von Pappenheim († 1602). Nach seinen Studien in Altdorf und Genf, wo er auch die französische Sprache erlernte, widmete sich Wolfgang Christoph sowohl ausgiebig der Jagd und auch des Kirchen- und Schulwesens in Pappenheim. In den Jahren 1609 und 1610 sorgte er für einen Subdiakon in der Schule und stiftete eine Orgel in der „alten Capell“ (Stadtkirche), samt Vergütung eines Organisten. Weitershin unterhielt er einige Alumnen um diese mit Stipendien auf Universitäten zu schicken.
Durch Besitzteilung mit seinem jüngeren Brüder Wilhelm IV. erhielt er eine Hälfte der Besitzungen im Allgäu (Bad Grönenbach, Rothenstein, Kalden), sowie ein Teil der Herrschaft Pappenheim und das Schloss Trendel. Mit dem Tod seines Onkels Philipp von Pappenheim im Jahr 1619 erhielt er als Universalerbe seine Besitzungen, darunter einen Anteil am Besitz in Gräfenthal und weitere Anteile des Allgäuer Besitzes, ebenso von Pappenheim. Kaiser Ferdinand II. belehnte ihn 1622 als Ältesten der Herren von Pappenheim. Ein Jahr später, 1623, wurde er von Kurfürst Johann Georg II. von Sachsen mit dem Untermarschallamt samt Zugehörungen belehnt.
Noch vor Ausbruch des Dreißigjährigen Krieges baute er seine Residenz in der Stadt Pappenheim weiter aus. In das Schloss und die Stadt Pappenheim wurde 1631 eine kaiserliche Garnison verlegt. Aufgrund einer Erkrankung, welche vor allem seinen Arm befiel, musste er Pappenheim verlassen und ging in das Wildbad nach Wemding zur Kur und in der Folge weiter nach Ulm und Memmingen. Memmingen wurde 1632 besetzt, woraufhin Wolfgang Christoph in Arrest genommen und über Tirol nach Landau, schließlich 1634 nach erwiesener Unschuld nach Ulm entlassen wurde. Mittels eines Passes von Kaiser Ferdinand II. war es ihm und seiner Gemahlin möglich, 1635, ungehindert zurück nach Pappenheim zu gelangen. Seine Besitzungen in Pappenheim, Berolzheim – sein Bruder Wilhelm IV. erbaute dort um 1600 ein Schloss – sowie im Allgäu wurden während der Auseinandersetzungen des Dreißigjährigen Krieges geplündert. Wolfgang Christoph, immer noch erkrankt, kehrte am 15. August 1635 nach Pappenheim zurück und verstarb wenige Tage später am 22. August 1635 mit 69 Jahren. Aus seiner Ehe mit Anna Maria von Güsenberg gingen keine Nachkommen hervor. Aus diesem Grund setzte er seinen Vetter Maximilian von Pappenheim als Universalerben ein. Noch im gleichen Jahr starb auch seine Ehefrau Anna Maria am 24. Dezember im Alter von 62 Jahren.